# Pauri
Naziv Pauri (ponekad se kaže i Pavuri) je uz nazive Brajci i Kostenjari (Kostanjari) naziv za dio stanovništva u sjeverozapadnom dijelu Karlovačke županije u Republici Hrvatskoj.

## Paurija
Naziv Pauri (za žene se kaže Paurke) odnosno naziv područja Paurija (ponekad Pavurija) označava stanovništvo između rijeka Dobre i Mrežnice koji obuhvaća dio općine Netretić, mjesta Dubravci, Novigrad na Dobri, Zagradci, Jarče Polje, Mračin te cijelo područje do Duge Rese. Međutim, kao ni za nazive Brajci te Kostenjari (Kostanjari), tako ni za naziv Pauri nije potpuno točno određeno koja naselja on obuhvaća. Neki Paurima smatraju stanovništvo između rijeka Dobre i Mrežnice, neki sve oko Duge Rese, neki pak samo mještane Dubravaca tako da ponekad ni sami mještani tih naselja nisu sigurni odnosi li se taj naziv na njih. Često se Novigrad na Dobri te Dubravci navode kao središnja paurska naselja. 
U mjestu Dubravci koje se često poistovjećuje s nazivom Paurija djeluje Kulturno umjetničko društvo Paurija, postoji mjesni malonogometni turnir Paurija te restoran Paurija.
Stanovnici Jarčeg Polja blizu Novigrada na Dobri su još poznati kao Prkanjci. Naime, riječ Prkanjci dolazi od riječi "prek" tj. "prik" pa prema tome je nastalo "Perkanjci", "Prikanjci" ili "oni preko Dobre". Znači mještani Jarčeg Polja su Pr(e/i)kanjci za ove iz susjednog naselja Mračin i obrnuto.

## Podrijetlo naziva
Naziv Paur je najvjerojatnije izveden od njemačke riječi "Bauer" koja znači "seljak" te je označavao seljačko, civilno stanovništvo nasuprot krajiškom, vojnom stanovništvu Vojne granice (krajine) za koje se često veže široko rasprostranjen naziv Brajci. 
Prema drugoj priči, riječ Paur dolazi iz turskog jezika i znači nepobjediv. Naime, kada su Turci u svojim pohodima i pljačkanjima haračili tim dijelom središnje Hrvatske, na jednom mjestu bi uvijek bili potučeni tj. kada bi prešli rijeku Dobru na Banovčevom slapu. Stoga su ljude s lijeve strane Dobre prozvali Paurima. Kasnije kako je Osmanlijsko Carstvo slabilo tako se i Paurija proširila do Duga Rese.

## Slavonski Pauri
Zanimljivo je da i u Slavoniji, u okolici Požege također postoji jedan kraj koji se zove Paorija, a mještani Paori. Taj naziv također vjerojatno vuče isto ili slično podrijetlo s karlovačkom Paurijom.

## Vanjske poveznice
- Stranice Kulturno umjetničkog društva Paurija.  Arhivirana inačica izvorne stranice od 16. rujna 2017. (Wayback Machine)
- Stranice Turističke zajednice Karlovačke županije.